# ديفيد مكريري
ديفيد مكريري (بالإنجليزية: David McCreery)‏ مواليد 16 سبتمبر 1957 في بلفاست، هو لاعب ومدرب كرة قدم أيرلندي شمالي دولي سابق كان يلعب كلاعب وسط. سبق له أن لعب في كأس العالم لكرة القدم مع منتخب بلاده. لعب خلال مسيرته 639 مباراة سجل خلالها 19 هدفاً.
كان ديفيد يلعب في مركز الوسط ولكنه خلال مسيرته لعب في جميع مراكز اللعب عدا مركز حراسة المرمى. لعب خلال مسيرته 67 مباراة دولية مع منتخب بلاده وشارك في نهائيات كأس العالم في مونديال عام 1982 في إسبانيا ومونديال عام 1986 في المكسيك.

## البدايات
كانت بداياته مع نادي مانشستر يونايتد على دكة الاحتياط، عندما فاز مانشستر في عام 1977 بكأس الاتحاد الإنجليزي ودرع الاتحاد الإنجليزي. بعد تسجيله 8 أهداف مع مانشستر انتقل إلى كوينز بارك رينجرز مقابل 200.000 جنيه استرليني في عام 1979.

## المسيرة الاحترافية
في عام 1981 انتقل إلى صفوف نادي تلسا رافنكس الأمريكي الذي يلعب في دوري أمريكا الشمالية ولعب معه موسمين 1981 و1982 سجل خلالهما هدفين.
في عام 1982 انتقل إلى نادي نيوكاسل يونايتد حيث أمضى معه موسم 1983-84، ثم انتقل إلى نادي هارت أوف ميدلوثيان وبعدها نادي هارتلبول يونايتد.

### أندية لعب لها
- مانشستر يونايتد
- كوينز بارك رينجرز
- تلسا رافنكس
- نيوكاسل يونايتد
- هارت أوف ميدلوثيان
- نادي هارتلبول يونايتد
- نادي كوليرين
- نادي كارلايل يونايتد

## الإدارة والتدريب
اُختِيرَ ماكريري ليُدَرِّبَ نادي ماغواي الذي يلعب في دوري ميانمار الوطني في أواخر عام 2010. واستطاع تنمية الشباب في النادي، وهذا أدى إلى استدعاء خمسة لاعبين إلى منتخب ميانمار للشباب تحت 22 عامًا. بعد عامين في بورما، انتقل إلى ماليزيا لتولي إدارة وتدريب نادي صباح الذي يلعب في الدوري الماليزي الممتاز. بعد أن قاد النادي إلى نهائيات كأس ماليزيا، استقال من منصبه في يوليو 2013.

## إنجازات
مانشستر يونايتد
- كأس الاتحاد الإنجليزي: 1976–77
- درع الاتحاد الإنجليزي: 1977

## وصلات خارجية
- ديفيد مكريري على موقع قاعدة بيانات كرة القدم.إي يو (الإنجليزية)
- ديفيد مكريري على موقع ناشيونال فوتبول تيمز (الإنجليزية)
- ديفيد مكريري على موقع Soccerbase.com (مدرب) (الإنجليزية)
- ديفيد مكريري على موقع عالم كرة القدم.نت (الإنجليزية)

- ديفيد مكريري على فرق كرة القدم الوطنية.كوم
- David McCreery at WorldFootball.net
- Northern Ireland Footballing Greats profile